# Зайцев, Борис Константинович
Бори́с Константи́нович За́йцев (29 января [10 февраля] 1881, Орёл — 28 января 1972, Париж) — русский писатель и переводчик, один из последних крупных представителей Серебряного века. После установления советской власти в эмиграции. Был номинирован на Нобелевскую премию по литературе (1962).

## Биография
Родился в семье Константина Николаевича Зайцева — директора Московского металлургического завода Гужона, происходившего из дворян Симбирской губернии.
Детство провёл в селе Усты Жиздринского уезда Калужской губернии (ныне Думиничский район Калужской области). Первоначальное образование получил под руководством гувернанток.
В Калуге учился в классической гимназии (1892—1894). Гимназии не окончил, учёбу пришлось оставить из-за болезни, но и без сожаления, поскольку было решено перейти в реальное училище. В 1894—1897 годах жил у дяди, доктора Михаила Николаевича Зайцева, в д. 31 по современной улице Луначарского (мемориальная доска). Окончил Калужское реальное училище (1894—1897, дополнительный класс — 1898). В 1902 году экстерном сдавал экзамен по древним языкам в 6-й московской гимназии).
Учился на химическом отделении Московского технического училища (1898—1899, исключён за участие в студенческих беспорядках), в Горном институте в Санкт-Петербурге (1899—1901; не окончил), на юридическом факультете Московского университета (1902—1906; не окончил).
Писать начал с 17 лет. Осенью 1900 года в Ялте познакомился с А. П. Чеховым. В начале 1901 года послал рукопись повести «Неинтересная история» Чехову и В. Г. Короленко. В том же году познакомился с Л. Н. Андреевым, который помогал ему в начале литературной деятельности, ввёл его в литературный кружок «Среда», руководимый Н. Телешовым. В июле 1901 года дебютировал рассказом «В дороге» в «Курьере». В 1902 или 1903 году познакомился с И. А. Буниным, с которым долгие годы поддерживал дружеские отношения.
Жил в Москве, часто бывая в Петербурге. Член московского Литературно-художественного кружка (1902), участвовал в издании просуществовавшего несколько месяцев журнала «Зори» (1906), с 1907 года действительный член Общества любителей российской словесности, также член Общества деятелей периодической печати и литературы.
В 1904 году побывал в Италии, неоднократно жил там в 1907—1911 годах. Во время Первой мировой войны вместе с женой и дочерью Натальей жил в Притыкине. В декабре 1916 года поступил в Александровское военное училище, в марте 1917 года был произведён в офицеры. В брошюре «Беседа о войне» (Москва, 1917) писал об агрессивности Германии, проводил идею войны до победного конца. В августе 1917 года заболел воспалением лёгких и уехал на отдых в Притыкино, где жил до 1921 года, периодически бывая в Москве. В 1922 году избран председателем Московского отделения Всероссийского союза писателей. Работал в Кооперативной лавке писателей. После заболевания брюшным тифом в 1922 году получил разрешение выехать с семьёй за границу для лечения.
В июне 1922 года Зайцев вместе с семьёй переехал в Берлин. В Советскую Россию уже не возвращался. Активную работу вёл в журналах «Современные записки» и «Звено». В сентябре 1923 года Зайцев с семьёй переезжает в Италию, в декабре они уезжают в Париж, здесь он впоследствии проживёт около полувека.
В октябре 1925 года стал редактором рижского журнала «Перезвоны», в 1927 году опубликовывал свои произведения в парижской газете «Возрождение».
Весна 1927 года была ознаменована поездкой на гору Афон, результатом которой было появление путевых очерков под одноимённым названием «Афон».
С 1925 по 1929 год в газете «Возрождение» и «Дни» была опубликована первая часть дневниковых записей «Странник». Данные записи посвящены жизни во Франции.
Помимо этого, Зайцев занимался подборкой материалов для литературных биографий И. С. Тургенева, А. П. Чехова, В. А. Жуковского, которые впоследствии были опубликованы.
Зайцев очень много путешествовал по Франции, эти путешествия нашли своё отражение в очерках о таких французских городах, как Грас, Ницца, Авиньон.
В первые годы Второй мировой войны Зайцев вновь обратился к публикации дневниковых записей. Серия новых дневниковых записей «Дни» публиковалась в газете «Возрождение». После того, как Франция была оккупирована Германией в 1940 году, публикаций Зайцева в русских изданиях не было. В эти годы Зайцев всячески отказывался делать свои выводы о политических неурядицах, но продолжает работать, так в 1945 году выходит в свет повесть «Царь Давид».
В 1947 году Зайцев работает в парижской газете «Русская мысль», в этом же году его избирают председателем Союза русских писателей во Франции. В данной должности остаётся до конца жизни.
В 1959 году начинает сотрудничать с альманахом «Мосты» в Мюнхене, ведёт переписку с Б. Л. Пастернаком.
1957 год — тяжёлый год в личной жизни Зайцева, жена писателя переносит инсульт, Зайцев все дни проводит возле кровати супруги, продолжая работать над жанром дневниковых записей бытового характера.
В 1964 году дал интервью о событиях 1917 года.
Годы эмиграции были плодотворными годами творчества Зайцева, опубликовано более тридцати книг на русском языке, около 800 текстов в периодических изданиях.
За границей сотрудничал в эмигрантских русскоязычных изданиях («Современные записки», «Возрождение», «Русская мысль», «Новый журнал» и другие). Долгие годы был председателем «Союза русских писателей и журналистов». Один из учредителей и член общества «Икона» в Париже (1927). В 1950-х годах был членом Комиссии по переводу на русский язык Нового Завета в Париже.
Умер 21 января 1972 года. Похоронен на кладбище Сент-Женевьев-де-Буа.

## Семья
В 1912 году Зайцев женился на Вере Алексеевне Смирновой (урождённой Орешниковой) (1878—1965).
После случившегося у неё в 1957 году инсульта Борис Константинович восемь лет самостоятельно ухаживал за практически полностью парализованной женой. Восьмидесятилетним стариком он, по совету врачей, пытался ставить её на ноги и носить по квартире чтобы избежать застоя в организме.
Пасынок Алексей расстрелян в 1919 году как участник контрреволюционного заговора.
Дочь Наталья Борисовна Соллогуб (1912—2008).
Сестра Вера замужем за Арнольдом Хаскеллом, мать искусствоведа Фрэнсиса Хаскелла.

## Литературная деятельность
Дебютировал в печати в 1901 году. В 1904—1907 годах печатался в журналах «Правда», «Новый путь», «Вопросы жизни», «Золотое руно», «Перевал», сборниках «Знание». Очерки об Италии публиковал в журнале «Перевал» (1907) и газете «Литературно-художественная неделя» (1907). Переводил Г. Флобера: «Искушение св. Антония» (сборник «Знание», кн. 16, 1907) и «Простое сердце» (альманах «Шиповник», кн. 12, 1910).
Первый сборник «Рассказы. Книга первая» вышел в Санкт-Петербурге в издательстве «Шиповник» (1906; 2-е издание, 1908; 3-е издание, 1909). В прозе ориентировался преимущественно на Чехова, влияние которого особенно ощутимо в сборнике «Рассказы. Книга вторая» (1909). Наиболее значительным дореволюционным произведением считают повесть «Аграфена» («Шиповник», кн. 4, 1908), которую сравнивали с «Жизнью человека» Л. Н. Андреева и в которой находили влияние прозы Фёдора Сологуба. Помимо рассказов и повестей, написал роман «Дальний край» («Шиповник», кн. 20, 21, 1913; отдельное издание Москва, 1915), несколько пьес — «Верность», «Усадьба Ланиных» (1914; режиссёрский дебют Е. Б. Вахтангова).
Первое издание «Сочинений» (тт. 1—7) вышло в 1916—1919 в «Книгоиздательстве писателей в Москве». Повесть «Голубая звезда» (1918; история любви мечтателя Христофорова и девушки тургеневского типа) писатель считал «самой полной и выразительной», «завершением целой полосы» и «прощанием с прошлым». Откликом на современные события стал сборник рассказов «Улица св. Николая» (Берлин, 1923). Одновременно выпустил сборник прозаических и драматических новелл «Рафаэль» (Москва, 1922) и книгу очерков «Италия» (1923), в которых усматривают уход от трагической современности и поиск гармонического единства в мире европейской культуры.
В 1927 году был издан рассказ «Моя жизнь и Диана», который в дальнейшем будет признан одним из самых лучших произведений Зайцева.
Период эмиграции
Годы эмиграции для Зайцева были сложными, но так как он не шёл ни на какие компромиссы с советской властью, единственным выходом было творить за пределами России: «Живя вне Родины, я могу вольно писать о том, что люблю в ней о своеобразном складе русской жизни…, русских святых, монастырях, о замечательных писателях России». Отъезд в Европу также спровоцировал более глубокий интерес к православию, что, конечно, отразилось на творчестве писателя. Именно судьба России дореволюционных лет нашла отражение в его произведениях.
В 1925 году Б. К. Зайцев завершил беллетризованное житие «Преподобный Сергий Радонежский» (Париж, 1925), а также автобиографический рассказ «Алексей Божий человек», а также очерк о А. Блоке. «Преподобный Сергий для Зайцева был воплощением того типа русской святости, который особо дорог живущим в кровавые „времена татарщины“, тем, кто в „пленении“ приходит к чувству покаяния».
В этот же период в Берлине Зайцев начал работу над романом «Золотой узор». В романе представлены две части, одна посвящена дореволюционной эпохе, вторая представляет собой лирический монолог, в котором писатель ставит ряд риторических вопросов, обрамляя их пейзажными описаниями. Последние главы — воспоминания об «окаянных днях» 1917—1922 годов. Роман представляет собой историю молодой женщины, которая приходится на рубеж столетий, включает в себя детство и жизненный этап до отъезда с мужем в эмиграцию. «Покинув Россию, Наталия в тишине знаменитой часовни начинает понимать смысл слов Христа, сказанных по преданию на этом месте апостолу Петру, поначалу бежавшему из нероновского Рима: „Quo vadis?“» (что в переводе на церк.-слав. означает «Камо грядеши», рус. — «Куда ты идёшь, Господи?»). Роман «Золотой узор» был последним в «тургеневском» этапе творчества Б. К. Зайцева.
В 1928 году в Париже выходит книга очерков «Афон», посвящённая митрополиту Евлогию Георгиевскому.
Неоднократно Б. К. Зайцев на протяжении нескольких лет пытается описать тайну русской святости, пишет беллетризованные биографии русских писателей: «Жизнь Тургенева» (Париж, 1932), «Жуковский» (Париж, 1951), «Чехов» (Нью-Йорк, 1954), эссе «Жизнь с Гоголем» (СЗ, 1935, № 59), «Тютчев жизнь и судьба (К 75-летию кончины)» (Возрождение, 1949, № 1). В каждой из биографий Б. К, Зайцев показывает «двойную» судьбу писателей: умение быть художником и одновременно «отражение в его „жизни сердца“ раздумий о преодолении смерти». Особенностью восприятия Зайцева духовной русской литературы и культуры в целом является видение Тургенева и Чехова как писателей «подземно» религиозных.
В 1965 году Зайцев опубликовал «один из лучших рассказов „Река времён“ (НЖ, № 78), навеянный чеховским „Архиереем“; прототип архимандрита Андроника в нём архимандрит Киприан (Керн)».
Кроме отражения православных мотивов в творчестве, Зайцев отчасти обращается к автобиографии, а также описанию жизни эмиграции.
В 1922—1923 годах в Берлине было выпущено семитомное собрание сочинений Бориса Зайцева, там же впервые была опубликована книга лирических очерков под названием «Италия».
Май 1926 года — начало работы над романом «Дом Пасси» (Берлин, 1935), единственным романом, в котором всеобъемлюще представлена жизнь эмиграции.
«Чувство, что ты эмигрант, а не путешественник появилось в Париже. Ты можешь желать, чего угодно, думать, о чём угодно, но ты должен прочно устраиваться, уезжать некуда. Ты дыши воздухом, какой есть и за это будь ещё благодарен».
«Помню это время, тайной „подземной“ тоски, все как будто идёт и неплохо. Париж, чем больше его узнаешь, тем больше нравится. Ничем ты не связан, никто к тебе не пристаёт, требуя любви и поклонения. Можно писать и печатать, что вздумается. И хорошо бродить по местам Парижа старинного, благородно суховатого, изящного… и всё-таки, всё-таки…»
Книгу рассказов «Странное путешествие» в 1927 году Борис Зайцев посвятил памяти умершей матери. Но именно эмоциональным откликом стала повесть «Анна», выпущенная немного позднее(1929 г.). В ней описывается гибель сельской молодой женщины, живущей в России. Повесть написана в непривычно жёсткой для Зайцева манере.
В 30-50ые гг. Б. К. Зайцев работал над посвящённой жене тетралогией «Путешествие Глеба»: «Заря» (1934-36, опубл. в 1937), «Тишина» (1938-39, опубл. в 1948), «Юность» (1940-44, опубл. в 1950) и «Древо жизни» (1953).
Мемуарные очерки и некрологи, где Зайцев даёт портреты А. Белого, К. Бальмонта, В. Иванова, Д. Мережковского, А. Бенуа, К. Мочульского, Н. Бердяева и др. были собраны в книгах «Москва» (Париж, 1939), «Далёкое» (Вашингтон, 1965), «Мои современники» (Лондон, 1988). По жанру её можно отнести к элегическому и автобиографическому роману. Тема её — становление художника, «готовящегося к открытию своего „града Китежа“ ушедшей навсегда России в изгнании. Глеб учится восприятию жизни у древних русских святых, князей-страстотерпцев Бориса и Глеба, эмоциональный стержень повествования христианская устремлённость к вечности». Во взрослении Глеба можно найти отсылку к евангельской притче о росте древа веры из «зерна горчичного».
Также Борис Зайцев занимался переводческой и журналистской деятельностью.
В 1941—1942 годах Борис Зайцев работал над переводом ритмической прозой «Ада» из «Божественной комедии» Данте (опубликован: Париж, 1961).
В марте 1923 года Зайцев был избран вице-председателем Союза русских писателей и журналистов; в то же время сотрудничал в берлинской газете «Дни» и пражском журнале «Воля России».
С 1927 года являлся почётным членом литературно-философского общества «Зелёная лампа», основанного Д. Мережковским и З. Гиппиус. Публиковался в журнале «Современные записки», а также в газете «Последние новости», далее в «Возрождении». С 1925 года занимался редактированием журнала «Перезвоны». В целом за этот период до 1940 года вышло около 200 публикаций.
В 1940-е годы сотрудничал с журналами «Грани», «Вестник РСХД», «Мосты», «Новый журнал», газетами «Русская мысль», «Новое русское слово» и др.
В 1930-е Борис Зайцев — один из наиболее уважаемых писателей «старшего» поколения эмиграции.

## Основные произведения

### Романы
- Дальний край, 1912
- Золотой узор, Praha, 1923
- Дом в Пасси, Berlin, 1933
- Путешествие Глеба. Тетралогия:
  - 1. Заря, Berlin, 1937
  - 2. Тишина, Paris, 1948
  - 3. Юность, Paris, 1950
  - 4. Древо жизни, New York, 1953

### Путевые очерки
- Италия, 1923
- Афон. Путевой очерк, Paris, 1928
- Валаам, Tallinn, 1936

### Художественные жизнеописания
- Преподобный Сергий Радонежский, Paris, 1925
- Жизнь Тургенева. Роман-биография, Paris, 1932
- Жуковский. Роман-биография, Paris, 1951
- Чехов. Роман-биография, New York, 1954
- Пастернак в революции, 1960

### Мемуары
- Москва, Paris, 1939, München, 1960, 1973
- Далекое. Статьи, Washington, 1965
- Повесть о Вере, 1967
- Другая Вера, 1968[12]

### Повести
- Аграфена. М., 1907
- Голубая звезда. М., 1918
- Анна, Paris, 1929

### Пьесы
- Любовь. СПб, 1907
- Верность. СПб, 1909
- Усадьба Ланиных. СПб, 1911
- Пощада. СПб, 1914
- Ариадна. М., 1917
- Дон Жуан. М., 1922[13]

## Издания
- Собрание сочинений. Т. 1—7. Берлин, изд. Гржебина, 1922—1923
- Голубая звезда. Повести и рассказы. Из воспоминаний. Сост., предисл. и коммент. Александра Романенко. Москва: Московский рабочий, 1989 (Литературная летопись Москвы). ISBN 5-239-00302-5.
- Сочинения в трех томах. М., Художественная литература — «Терра», 1993.— 25 000 экз.
- Собрание сочинений в пяти томах (одиннадцати книгах). М.: Русская книга, 1999—2001. ISBN 5-268-00402-6
- Электронное научное издание Полного собрания сочинений Б. К. Зайцева в оригинальной орфографии / Соболев Н. И., Вяль Е. Н., Солопова А. И., Заваркина М. В., Панюкова Т. В. и др. — Петрозаводск, 2007. — Русский яз. — URL: http://philolog.petrsu.ru/zaitsev/index.html
- Дни. Сергиево Подворье // Свято-Сергиевское Подворье в Париже. К 75-летию со дня основания. — СПб.: Издательство «Алетея», 1999. — 260 с. — С. 132—135
- Путникам в Россию: Роман, очерки, публицистика. Издательство «Сибирская Благозвонница», 2019. ISBN 978-5-00127-037-9